# Lil Boat
| Оценки критиков | Оценки критиков |
| Источник        | Оценка          |
| --------------- | --------------- |
| Pitchfork       | 4.8/10          |
| Tiny Mix Tapes  | 4/5             |

Lil Boat (с англ. — «Маленькая лодка») — дебютный коммерческий микстейп американского рэпера Lil Yachty. Он был выпущен 9 марта 2016 на лейблах Quality Control Music, Capitol Records и Motown.

## Обложка
Обложка была сделана Mihailo Andic. Он использовал стоковую фотографию и некоторые изображения, полученные из Tumblr.

## Список композиций
| №                   | Название                                                       | Автор(ы)                                                             | Продюсер            | Длительность |
| ------------------- | -------------------------------------------------------------- | -------------------------------------------------------------------- | ------------------- | ------------ |
| 1.                  | «Intro / Just Keep Swimming»                                   | Miles McCollum Perry Moise                                           | TheGoodPerry        | 4:12         |
| 2.                  | «Wanna Be Us» (при участии TheGoodPerry)                       | McCollum Moise Colby Crump                                           | TheGoodPerry Crump  | 2:52         |
| 3.                  | «Minnesota» (при участии Quavo, Skippa da Flippa и Young Thug) | McCollum Ramses Ful Quavious Marshall Kevin Purnell Jeffery Williams | Grandfero           | 4:28         |
| 4.                  | «Not My Bro»                                                   | McCollum Charles Singleton                                           | Ducko McFli         | 2:24         |
| 5.                  | «Interlude»                                                    | McCollum Bobby Lowery                                                | Sage                | 1:20         |
| 6.                  | «Good Day» (при участии Skippa da Flippa)                      | McCollum Purnell Carlos Robinson                                     | Big Los             | 3:18         |
| 7.                  | «Up Next 2» (при участии Big Brutha Chubba и Byou)             | McCollum Nasir Pemberton Quantavious Arnold Dontarian Hollis         | Digital Nas         | 2:58         |
| 8.                  | «Run / Running»                                                | McCollum Isaac Bynum                                                 | Earl Bundles [a]    | 5:20         |
| 9.                  | «Never Switch Up»                                              | McCollum Lopez Alfredo                                               | 1Mind               | 2:42         |
| 10.                 | «One Night»                                                    | McCollum Moise                                                       | TheGoodPerry        | 4:03         |
| 11.                 | «Out Late»                                                     | McCollum Bynum Bennet Pepple                                         | Earl                | 2:40         |
| 12.                 | «Fucked Over»                                                  | McCollum Singleton                                                   | Ducko McFli         | 2:55         |
| 13.                 | «I'm Sorry» (при участии TheGoodPerry)                         | McCollum Moise                                                       | TheGoodPerry        | 3:13         |
| 14.                 | «We Did It (Positivity Song)»                                  | McCollum Moise                                                       | TheGoodPerry        | 3:27         |
| Общая длительность: | Общая длительность:                                            | Общая длительность:                                                  | Общая длительность: | 45:52        |

## Творческая группа
По данным Genius.
- Lil Yachty — исполнитель, вокал
- Shemida J — дополнительный вокал
- BIGBRUTHACHUBBA — приглашённый исполнитель
- Byou — приглашённый исполнитель
- Quavo — приглашённый исполнитель
- Skippa Da Flippa — приглашённый исполнитель
- Янг Таг — приглашённый исполнитель
- 1Mind — продюсер, автор песен
- Big Los — продюсер, автор песен
- Colby Crump — продюсер, автор песен
- Digital Nas — продюсер, автор песен
- Ducko McFli — продюсер, автор песен
- Earl — продюсер, автор песен
- The Good Perry — продюсер, автор песен, приглашённый исполнитель
- Grandfero — продюсер, автор песен
- Sage — продюсер
- Colin Leonard — мастеринг
- Brndn — миксинг, запись
- Michael “MikFly” Dottin — миксинг
- Stephen “DotCom” Farrow — запись, звукоинженер
- JRich ENT — звукоинженер

## Чарты
| Чарт (2016)         | Высшая позиция |
| ------------------- | -------------- |
| США (Billboard 200) | 106            |